# 高松北バイパス

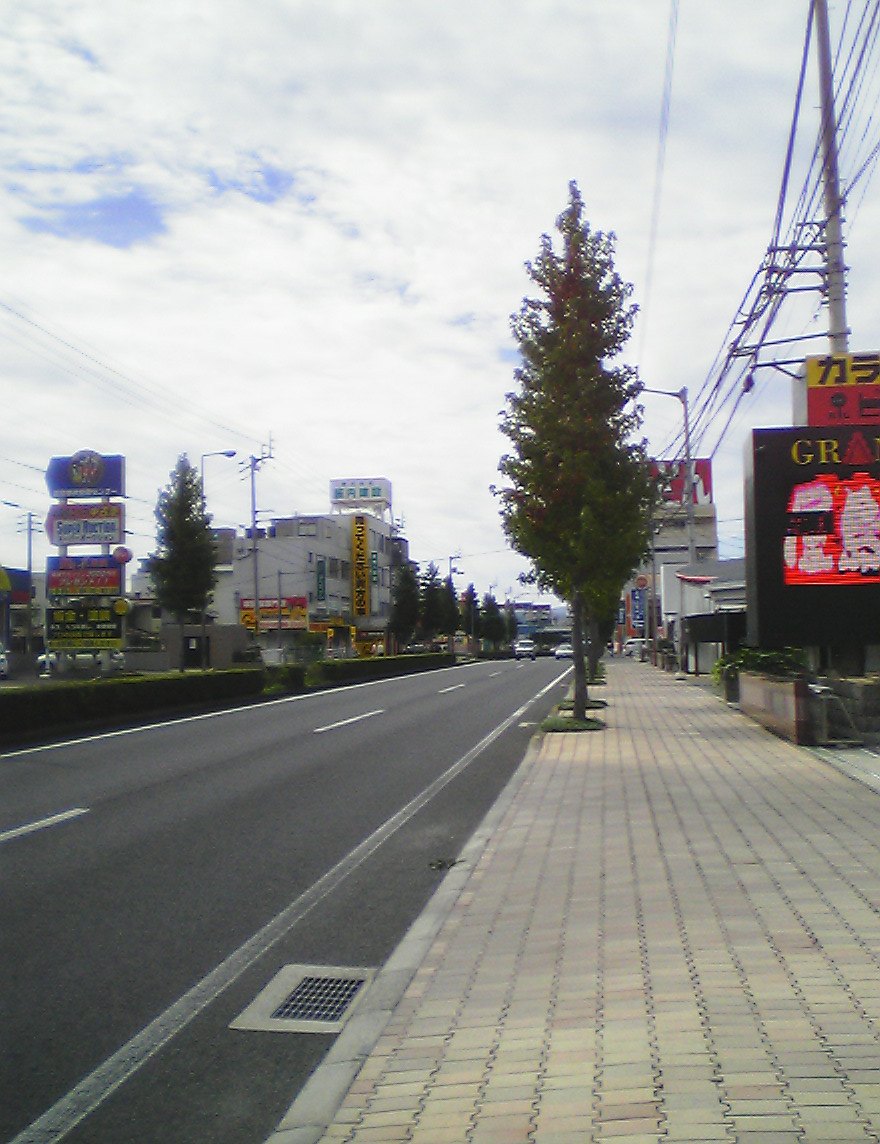
（高松市屋島）

高松北バイパス（たかまつきたバイパス）は、香川県高松市牟礼町牟礼から高松市亀井町に至る、国道11号のバイパスとして建設された道路。香川県内では最初の4車線バイパス。現在は国道11号の一部となっている。

## 概要
バイパス道路ではあるが、高松市中心部へ繋がっている。全般的に交通量が多く、市内中心部に向かうにつれて渋滞する。特にフェリー通り以西では路上駐車やタクシーなどの客待ち停車が原因で外側の車線が塞がり、事実上2車線道路となっている。
「高松町交差点」は旧道の香川県道155号牟礼中新線が斜めに交差する変則的な交差点であるほか、前後約700 mにわたって中央分離帯が広くなっており、将来立体交差の高架が建設可能な用地が確保されている。また、松島2丁目踏切交差点から番町交差点までは電線地中化されている。
このバイパスをさらに迂回する道路として国道11号高松東道路があるが、現在は有料区間（津田東IC - さぬき三木IC）が高松自動車道に編入されている。

## 沿革[2]
- 1966年（昭和41年）：事業化
- 1967年（昭和42年）：用地買収開始
- 1969年（昭和44年）12月25日：第一期区間の供用（高松市高松町 - 高松市亀井町間）L=4.2km
- 1971年（昭和46年）12月25日：第二期区間の供用（牟礼町牟礼 - 高松市高松町間）L=1.2km

## 路線データ
- 起点：香川県高松市牟礼町牟礼（牟礼交差点=香川県道155号牟礼中新線交点）
- 終点：香川県高松市亀井町2番5地先（番町交差点=国道30号交点）
- 延長：7.2 km
- 規格：第4種第1級
- 車線数：完成4車線
- 道路幅員：22 m
- 車線幅員：3.25 m
- 設計速度：60 km/h

### 主な構造物
- 牟礼川橋（19m）
- 高松1号溝橋（16m）
- 新川大橋（135m）
- 新春日川橋（163m）
- 新詰田川橋（120m）
- 下千代橋（45m）

## 交差・接続している道路
| 距離標 （徳島起点）                   | 接続する道路 北← ＜国道11号高松北バイパス＞ →南             | 接続する道路 北← ＜国道11号高松北バイパス＞ →南  | 交差点                 | 交差点 | 交差点     |
| ------------------------------------- | ----------------------------------------------------------- | ------------------------------------------------ | ---------------------- | ------ | ---------- |
| 73.0km                                | ＜志度街道＞ 県道155号牟礼中新線                            | 国道11号                                         | 牟礼                   | 高松市 | 牟礼地区   |
| 73.1km                                | 牟礼川                                                      | 牟礼川                                           | 牟礼川橋               | 高松市 | 牟礼地区   |
| 73.8km                                | 市道明神永之谷線                                            | 市道明神永之谷線                                 | 角屋                   | 高松市 | 古高松地区 |
| 74.3km                                | ＜志度街道＞ 県道36号高松牟礼線 （県道155号牟礼中新線重複） | ＜志度街道＞ 県道155号牟礼中新線                 | 高松町                 | 高松市 | 古高松地区 |
| 74.3km                                | 市道角屋3号線                                               |                                                  | 高松町                 | 高松市 | 古高松地区 |
| 74.8km                                | 市道屋島古高松線                                            | 県道150号屋島停車場屋島公園線                    | 屋島ドライブウェー入口 | 高松市 | 古高松地区 |
| 75.0km                                | 銭場川                                                      | 銭場川                                           | 高松1号溝橋            | 高松市 | 古高松地区 |
| 75.0km                                | 銭場川                                                      | 銭場川                                           | 高松1号溝橋            | 高松市 | 屋島地区   |
| 75.5km                                | 県道14号屋島公園線                                          | 県道14号屋島公園線 （県道30号塩江屋島西線重複）  | 屋島競技場南           | 高松市 |            |
| 75.8km                                | 県道150号屋島停車場屋島公園線                               | 市道新川東堤防線                                 | 潟元                   | 高松市 |            |
| 75.9km                                | 新川                                                        | 新川                                             | 新川大橋               | 高松市 |            |
| 75.9km                                | 新川                                                        | 新川                                             | 新川大橋               | 高松市 | 古高松地区 |
| 76.4km                                | 市道屋島東山崎線                                            | 県道10号高松長尾大内線                           | 片田                   | 高松市 |            |
| 76.8km                                | 春日川                                                      | 春日川                                           | 新春日川橋             | 高松市 |            |
| 76.8km                                | 春日川                                                      | 春日川                                           | 新春日川橋             | 高松市 | 木太地区   |
| 77.8km                                | 詰田川                                                      | 詰田川                                           | 新詰田川橋             | 高松市 |            |
| 78.0km                                | 市道福岡林線                                                | 県道43号中徳三谷高松線                           | 詰田川西               | 高松市 |            |
| 78.4km                                | 御坊川                                                      | 御坊川                                           | 下千代橋               | 高松市 | 本庁地区   |
| 78.6km                                | 県道157号高松東港線                                         | 市道福岡多肥上町線                               | 琴電松島踏切           | 高松市 | 本庁地区   |
| 79.0km                                | 市道朝日町仏生山線                                          | 市道朝日町仏生山線                               | 松島町2丁目            | 高松市 | 本庁地区   |
| 79.3km                                | 市道東浜港多賀線                                            | 市道東浜港多賀線                                 |                        | 高松市 | 本庁地区   |
| 79.5km                                | 市道東浜楠上町線                                            | 市道東浜楠上町線                                 |                        | 高松市 | 本庁地区   |
| 79.6km                                | ことでん志度線                                              | ことでん志度線                                   | 塩上町踏切             | 高松市 | 本庁地区   |
| 79.7km                                | ＜旧長尾街道＞ 県道160号高松港栗林公園線                    | ＜旧長尾街道＞ 県道160号高松港栗林公園線         | 塩屋町                 | 高松市 | 本庁地区   |
| 79.8km                                | ことでん琴平線                                              | ことでん琴平線                                   | 福田町第四踏切         | 高松市 | 本庁地区   |
| 79.9km                                | ＜フェリー通り＞ 市道魚屋町栗林線                           | ＜フェリー通り＞ 市道魚屋町栗林線                | 瓦町1丁目              | 高松市 | 本庁地区   |
| 80.0km                                | ＜ライオン通商店街＞ 市道片原町古馬場線                     | -                                                |                        | 高松市 | 本庁地区   |
| 80.2km                                | ＜丸亀町商店街＞ 市道丸亀町栗林線                           | ＜南新町商店街＞ 市道丸亀町栗林線                | 国道丸亀町南口         | 高松市 | 本庁地区   |
| 80.3km                                | ＜中央通り＞ 国道30号（国道436号重複）                      | ＜中央通り＞ 国道11号（国道30号・国道436号重複） | 番町                   | 高松市 | 本庁地区   |
| ↓市道五番町西宝線（五色台・香西方面） |                                                             |                                                  |                        |        |            |

## 通過する自治体
- 高松市

## 当該道路の位置関係
- （徳島方面）-　高松北バイパス - 中央通り - 高松南バイパス - （松山方面）

## 車線・最高速度
| 区間                            | 車線 上下線=上り線+下り線 | 最高速度 |
| ------------------------------- | ------------------------- | -------- |
| 牟礼交差点 - 古高松南駅付近     | 4=2+2                     | 50 km/h  |
| 古高松南駅付近 - 詰田川西交差点 | 4=2+2                     | 60 km/h  |
| 詰田川西交差点 - 番町交差点     | 4=2+2                     | 50 km/h  |

## 交通量
交通量は全線を通して概ね3万台で推移しているが、前回2005年調査時と比較すると全線で交通量は減少している。また、昼間12時間における混雑度は中心部に向かうにつれ上がり、片田交差点以西は本来の計画交通容量である1.00を超えている。特に塩屋町以西（かつての中本町（なかほんまち）通り）では、ことでんの踏切が連続2か所存在することや、路上駐車やタクシーなどの客待ち停車で常に外側1車線が塞がっていることが原因で、混雑度が2.39に達する慢性的で著しい混雑状態である。
大型商業施設パワーシティ屋島付近では休日混雑時の平均旅行速度は平日の約半分近く遅いが、交通量は平日と休日で拮抗しており、全体的に平日の交通量の方が多い香川県内の一般国道の中においては例外地点でもある。

### 2010年
| 区間                                | 観測地点                    | 交通量    | 交通量  | 昼間 混雑度 | 昼間平均旅行速度 | 昼間平均旅行速度 |
| 区間                                | 観測地点                    | 2010年    | 前回比  | 昼間 混雑度 | 上り             | 下り             |
| ----------------------------------- | --------------------------- | --------- | ------- | ----------- | ---------------- | ---------------- |
| 牟礼交差点-高松町交差点             | 高松市高松町字角屋2309番地6 | 3万0093台 | -933台  | 0.89        | 41.2km/h         | 31.4km/h         |
| 高松町-屋島ドライブウェー入口交差点 | 高松市木太町字東浜2705番地1 | 3万5274台 | -3841台 | 0.92        | 23.8km/h         | 29.6km/h         |
| 屋島ドライブウェー入口-屋島競技場南 | 高松市木太町字東浜2705番地1 | 3万5274台 | -3841台 | 0.92        | 29.3km/h         | 32.4km/h         |
| 屋島競技場南交差点-潟元交差点       | 高松市木太町字東浜2705番地1 | 3万5274台 | -3841台 | 0.92        | 29.7km/h         | 18.0km/h         |
| 潟元交差点-片田交差点               | 高松市木太町字東浜2705番地1 | 3万5274台 | -3841台 | 0.92        | 33.1km/h         | 25.1km/h         |
| 片田交差点-詰田川西交差点           | 高松市木太町字東浜2705番地1 | 3万5274台 | -1768台 | 1.99        | 35.2km/h         | 31.8km/h         |
| 詰田川西交差点-琴電松島踏切交差点   | 高松市松島町一丁目14番16号  | 2万7548台 | -9494台 | 1.56        | 27.6km/h         | 28.4km/h         |
| 琴電松島踏切-市道松島町木太線       | 高松市松島町一丁目14番16号  | 2万7548台 | -2479台 | 1.56        | 23.8km/h         | 27.7km/h         |
| 市道松島町木太線-塩屋町交差点       | 高松市松島町一丁目14番16号  | 2万7548台 | -2479台 | 1.56        | 23.8km/h         | 17.5km/h         |
| 塩屋町交差点-番町交差点             | 高松市松島町一丁目14番16号  | 2万7548台 | -2479台 | 2.39        | 15.3km/h         | 15.3km/h         |
| 平均                                | 平均                        | 3万1666台 | -3500台 | 1.36        | 28.3km/h         | 25.7km/h         |

### 2005年
| 地点                          | 平日24時間 | 平日24時間 | 平日24時間 | 平日24時間 | 休日24時間 | 休日24時間 | 休日24時間 | 休日24時間 | 休日率 |
| 地点                          | 交通量     | 混雑度     | ピーク時   | ピーク時   | 交通量     | 混雑度     | ピーク時   | ピーク時   | 休日率 |
| 地点                          | 交通量     | 混雑度     | 時間       | 旅行速度   | 交通量     | 混雑度     | 時間       | 旅行速度   | 休日率 |
| ----------------------------- | ---------- | ---------- | ---------- | ---------- | ---------- | ---------- | ---------- | ---------- | ------ |
| 高松市高松町字角屋2309番地2   | 3万1026台  | 1.15       | 8時        | 22.5km/h   | 2万8327台  | 1.09       | 16時       | 39.8km/h   | 95%    |
| 高松市屋島西町字百石1925番地2 | 3万9115台  | 1.16       | 7時        | 40.5km/h   | 3万7487台  | 1.15       | 17時       | 25.4km/h   | 100%   |
| 高松市木太町字中浜2674番地1   | 3万7042台  | 1.23       | 17時       | 24.5km/h   | 3万1590台  | 1.09       | 14時       | 32.8km/h   | 89%    |
| 高松市松島町一丁目14番16号    | 3万0027台  | 1.60       | 17時       | 21.1km/h   | 2万2222台  | 1.23       | 14時       | 20.3km/h   | 77%    |